# Итоговый турнир WTA 2011
Итоговый чемпионат тура Женской теннисной ассоциации 2011 (англ. 2011 TEB BNP Paribas WTA Championships) — турнир сильнейших теннисисток, завершающий сезон WTA. В 2011 году проходит 41-е по счёту соревнование для одиночных игроков и 36-е для парных. Традиционно турнир проводится поздней осенью — в этом году с 25 по 30 октября на кортах Синан Эрдем Даум в Стамбуле, Турция, которая принимает его первый раз.
Прошлогодние победители:
- одиночки —  Ким Клейстерс (не отобралась на турнир-2011)
- пары —  Жисела Дулко /  Флавия Пеннетта

## Квалификация
Квалификация на этот турнир происходит по итогам чемпионской гонки WTA.
- Подробнее об отборе и участницах, прошедших отбор

### Одиночный турнир
Золотистым цветом выделены теннисистки, отобравшиеся на Итоговый турнир года в Стамбуле. 
 Серебристым — запасные на турнире в Стамбуле. 
| Рейтинг Чемпионской гонки 2011 года. | Рейтинг Чемпионской гонки 2011 года. | Рейтинг Чемпионской гонки 2011 года. | Рейтинг Чемпионской гонки 2011 года. |
| #                                    | Теннисистка                          | Очки                                 | Турниры                              |
| ------------------------------------ | ------------------------------------ | ------------------------------------ | ------------------------------------ |
| 1                                    | Каролина Возняцки                    | 7395                                 | 21                                   |
| 2                                    | Мария Шарапова                       | 6370                                 | 14                                   |
| 3                                    | Петра Квитова                        | 5970                                 | 18                                   |
| 4                                    | Виктория Азаренко                    | 5750                                 | 20                                   |
| 5                                    | Ли На                                | 5351                                 | 17                                   |
| 6                                    | Вера Звонарёва                       | 5190                                 | 21                                   |
| 7                                    | Саманта Стосур                       | 5115                                 | 20                                   |
| 8                                    | Агнешка Радваньская                  | 4940                                 | 19                                   |
| 9                                    | Марион Бартоли                       | 4610                                 | 27                                   |
| 10                                   | Андреа Петкович                      | 4580                                 | 18                                   |

* — Все обязательные турниры в рейтинге учитываются как сыгранные.
* — В скобках указано фактическое количество сыгранных турниров (неофициальные данные).
В число участников одиночного турнира помимо 8 игроков основной сетки включают также двоих запасных.

### Парный турнир
| Рейтинг Чемпионской гонки 2011 года. | Рейтинг Чемпионской гонки 2011 года. | Рейтинг Чемпионской гонки 2011 года. | Рейтинг Чемпионской гонки 2011 года. |
| #                                    | Команда                              | Очки                                 | Турниры                              |
| ------------------------------------ | ------------------------------------ | ------------------------------------ | ------------------------------------ |
| 1                                    | Квета Пешке Катарина Среботник       | 9411                                 | 20                                   |
| 2                                    | Лизель Хубер Лиза Реймонд            | 6773                                 | 15                                   |
| 3                                    | Ярослава Шведова Ваня Кинг           | 6200                                 | 12                                   |
| 4                                    | Жисела Дулко Флавия Пеннетта         | 5776                                 | 14                                   |

## Соревнования

### Одиночные соревнования
Петра Квитова обыграла  Викторию Азаренко со счётом 7-5, 4-6, 6-3.
- Петра Квитова побеждает на своём дебютном итоговом турнире.

### Парные соревнования
Лизель Хубер /  Лиза Реймонд обыграли  Квету Пешке /  Катарину Среботник со счётом 6–4, 6–4.
- Лизель Хубер в 3й раз побеждает на итоговом турнире.
- Лиза Реймонд в 4й раз побеждает на итоговом турнире.